# Aleuron scriptor
Aleuron scriptor är en fjärilsart som beskrevs av Felder 1874. Aleuron scriptor ingår i släktet Aleuron och familjen svärmare. Inga underarter finns listade i Catalogue of Life.